# Rupia do Paquistão
A rupia do Paquistão também conhecida como rupia paquistanesa (Código ISO 4217: PKR)  é a moeda oficial do Paquistão desde 1948.

## História
A Ordem do Paquistão (Sistema Monetário e Banco de Reserva) de 1947 foi emitida em 14 de agosto de 1947, pelo Governador Geral da pré-partição de Índia Britânica, seguindo o conselho de um comitê de especialistas. Designou o Reserve Bank of India (RBI) como autoridade monetária temporária para a Índia e o Paquistão até 30 de setembro de 1948. Durante este período de transição, as notas monetárias emitidas pelo RBI e pelo governo da Índia permaneceriam com curso legal no Paquistão. A ordem também permitiu que essas notas tivessem inscrições do Governo do Paquistão em urdu e inglês, a circular a partir de 1 de abril de 1948. Assim como a rupia indiana, foi originalmente dividida em 16 annas, cada uma com 4 pice ou 12 torta.
Em 2024, foi divulgado que o Paquistão planeja lançar novas notas de todas as denominações, as novas notas seriam de cores diferentes, números de série distintos, design e incluiriam "recursos de alta segurança". a transição para novas notas não seria abrupta.